# NGC 5447
NGC 5447 – chmura gwiazd i obszar H II w galaktyce Messier 101 znajdującej się w gwiazdozbiorze Wielkiej Niedźwiedzicy. Odkrył ją William Herschel 14 kwietnia 1789 roku. Jest to północno-zachodnia część większego obszaru, drugą jego część stanowi NGC 5450.

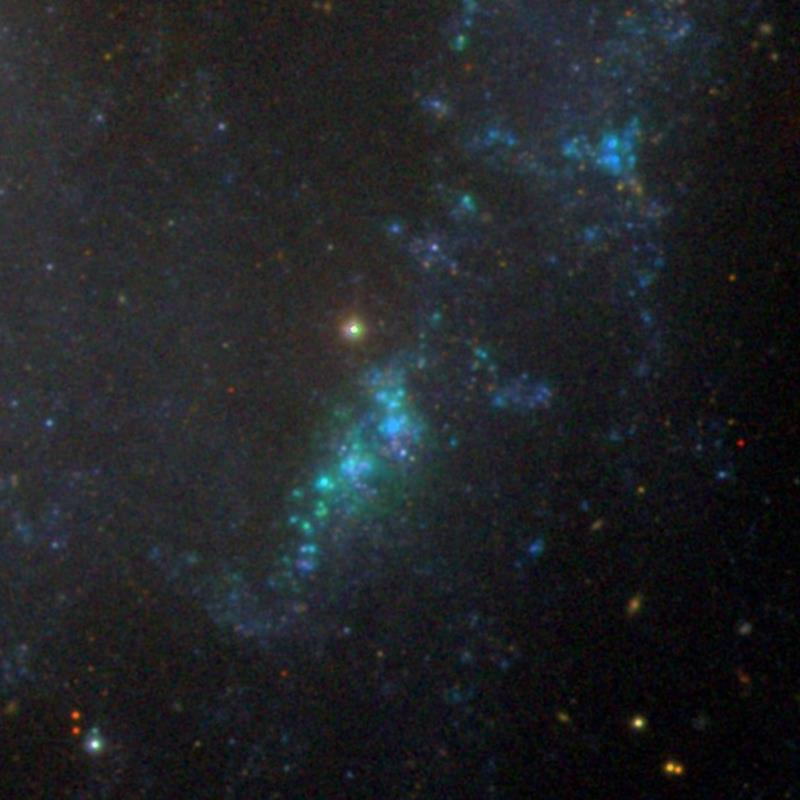
NGC 5447 i NGC 5450 to górna i dolna część jasnego obszaru gwiazdotwórczego w centrum zdjęcia (SDSS)